# Stazione di Vigliano d'Asti
La stazione di Vigliano d'Asti è una fermata ferroviaria della ferrovia Asti-Genova a servizio dell'omonimo comune.

## Storia
La fermata di Vigliano d'Asti venne attivata il 18 giugno 1893, all'apertura del tronco da Asti a Ovada della ferrovia Asti-Genova.

## Servizi
La fermata viene classificata dal gestore Rete Ferroviaria Italiana all'interno della categoria bronze.